# Andorra ai Giochi della XXX Olimpiade
Andorra ha partecipato ai Giochi della XXX Olimpiade di Londra, che si sono svolti dal 27 luglio al 12 agosto 2012, con una delegazione di 6 atleti.
Andorra ha terminato i Giochi senza conquistare medaglie.

## Atletica leggera
Gare maschili
| Atleta          | Gara     | Finale   | Finale |
| Atleta          | Gara     | Tempo    | Pos.   |
| --------------- | -------- | -------- | ------ |
| Antoni Bernardo | Maratona | 2h28'34" | 74º    |

Gare femminili
| Atleta           | Gara            | Batterie | Batterie | Quarti          | Quarti          | Semifinali      | Semifinali      | Finale          | Finale          |
| Atleta           | Gara            | Tempo    | Pos.     | Tempo           | Pos.            | Tempo           | Pos.            | Tempo           | Pos.            |
| ---------------- | --------------- | -------- | -------- | --------------- | --------------- | --------------- | --------------- | --------------- | --------------- |
| Cristina Llovera | 100 m femminili | 12"78    | 5ª       | non qualificata | non qualificata | non qualificata | non qualificata | non qualificata | non qualificata |

## Judo
Maschile
| Atleta                 | Evento | Preliminari          | 16-esimi                       | Ottavi                         | Quarti di finale     | Semifinali           | 1º Turno ripescaggi  | Ripescaggi Quarti    | Ripescaggi Semifinali | Finale               |
| Atleta                 | Evento | Avversario Risultato | Avversario Risultato           | Avversario Risultato           | Avversario Risultato | Avversario Risultato | Avversario Risultato | Avversario Risultato | Avversario Risultato  | Avversario Risultato |
| ---------------------- | ------ | -------------------- | ------------------------------ | ------------------------------ | -------------------- | -------------------- | -------------------- | -------------------- | --------------------- | -------------------- |
| Daniel García González | −66 kg | Bye                  | A. Acevedo (PRY) V (0020–0001) | S. Uriarte (ESP) P (0002–0013) | non qualificato      | non qualificato      | non qualificato      | non qualificato      | non qualificato       | non qualificato      |

## Nuoto
Maschile
| Atleta         | Evento        | Batteria | Batteria   | Semifinale      | Semifinale      | Finale          | Finale          |
| Atleta         | Evento        | Tempo    | Classifica | Tempo           | Classifica      | Tempo           | Classifica      |
| -------------- | ------------- | -------- | ---------- | --------------- | --------------- | --------------- | --------------- |
| Hocine Haciane | 50 m farfalla | 2'06"37  | 37º        | non qualificato | non qualificato | non qualificato | non qualificato |

Femminile
| Mónica Ramírez | 100 m dorso | 1'07"72 | 42ª | non qualificata | non qualificata | non qualificata | non qualificata | non qualificata | non qualificata |

## Tiro a segno/volo
Maschile
| Atleta          | Evento | Qualificazione | Qualificazione | Finale          | Finale          | Classifica      |
| Atleta          | Evento | Punteggio      | Classifica     | Punteggio       | Classifica      | Classifica      |
| --------------- | ------ | -------------- | -------------- | --------------- | --------------- | --------------- |
| Joan Tomas Roca | Trap   | 103            | 33º            | non qualificato | non qualificato | non qualificato |